# 188. padalski pehotni polk (ZDA)
188. padalski pehotni polk (izvirno angleško 188th Parachute Infantry Regiment; kratica 188. PIR) je bila padalska enota Kopenske vojske Združenih držav Amerike.

## Zgodovina
Polk je bil ustanovljen 20. julija 1943 na Luzonu s preimenovanjem 188. jadralnega pehotnega polka. Med vojno ni opravil nobenih bojnih skokov.